# Karabin maszynowy MAC 1934
Karabin maszynowy MAC 1934 kal. 7,5 mm – francuski lotniczy karabin maszynowy z okresu II wojny światowej

## Historia
W 1934 roku we francuskiej wytwórni Manufacture d'Armes de Châtellerault (skrót MAC) opracowano nowy lotniczy karabin maszynowy wzór 1934 (fr. modèle  1934). Jego konstrukcję oparto na produkowanym już czołgowym karabinie maszynowym MAC 31 oraz rozwiązaniach stosowanych w lotniczym karabinie maszynowym Darne mod. 33. 
Opracowano dwa model tego karabiny:
- MAC 1934 T (tourelle) – karabin do zamontowania w wieżyczce strzeleckiej z okrągłym magazynkiem o pojemności 100 naboi
- MAC 1934 A (aile) – karabin do zamontowania w skrzydłach samolotu z okrągłym magazynkiem o pojemności 300 lub 500 naboi

Produkcję seryjną rozpoczęto w 1935 roku. W 1939 roku opracowano kolejną wersję, którą oznaczono jako MAC 34 M39. Karabiny MAC 34 produkowane były do momentu zajęcia Francji przez wojska niemieckie w 1940 roku. 

## Użycie
Karabin maszynowe MAC 1934 był stosowane w samolotach produkowanych przez Francję w latach 1935–1940. 
Wersja MAC 1934 montowano w samolotach myśliwskich Morane-Saulnier MS.406 i samolotach bombowych
Wersja MAC 1934 M39 montowano w samolotach myśliwskich Bloch MB.152 i Dewoitine D.520 oraz samolotach bombowych LeO 451.